# زمین‌لرزه پاپوآ گینه نو
زمین‌لرزه پاپوآ گینه نو ممکن است به یکی از موارد زیر اشاره داشته باشد:
- زمین‌لرزه ۱۹۸۵ پاپوآ گینه نو
- زمین‌لرزه ۱۹۹۳ پاپوآ گینه نو
- زمین‌لرزه ۱۹۷۱ پاپوآ گینه نو
- زمین‌لرزه ۱۹۷۰ پاپوآ گینه نو
- زمین‌لرزه ۱۹۹۸ پاپوآ گینه نو
- زمین‌لرزه ۱۹۸۳ پاپوآ گینه نو
- زمین‌لرزه ۱۹۹۶ پاپوآ گینه نو
- زمین‌لرزه ۱۹۸۸ پاپوآ گینه نو
- زمین‌لرزه ۱۹۱۹ پاپوآ گینه نو
- زمین‌لرزه ۲۰۰۲ پاپوآ گینه نو
- زمین‌لرزه ۱۹۸۷ پاپوآ گینه نو